# Szociográfia
A szociográfia egy epikai műfaj, próza, mely a szakirodalom körébe tartozik. Egy-egy társadalmi réteg, csoport, település vagy tájegység életmódját mutatja be. Tényeken alapszik, de gyakran személyes élmények is megjelennek, és szépirodalmi eszközöket is használhat az író. Daniel Defoe A londoni pestis című, 1722-ben írt műve tekinthető az első ilyen jellegű írásnak, majd Friedrich Engels 1845-ben megjelent A munkásosztály helyzete Angliában című művével fektette le a modern szociográfia alapjait. Magyarországon az 1930-as évektől volt népszerű, Illyés Gyula Puszták népe című munkája az egyik kiemelkedő korabeli alkotás.

## Szociográfia Erdélyben és Magyarországon
Az erdélyi magyar szociográfia az 1930-as években, a magyarországi népi írók és a Braun Róbert nevével jelezhető társadalomkutatások ösztönzésére, részben a falukutatás részeként, részben azzal párhuzamosan bontakozott ki. Kisebb cikkek, riportszerű tudósítások mellett 1931–32-ben nagyobb, önálló munkák is megjelentek: az Erdélyi Fiatalok Falu-füzetei (Gyallay-Pap Zsigmond: A nép és az intelligencia, Demeter Béla: Hogyan tanulmányozzam a falu életét?, Mikó Imre: Az erdélyi falu és a nemzetiségi kérdés), majd a magyarországi népi írókéhoz hasonló szociográfiák: Balázs Ferenc: Rög alatt (1936) és Zöld árvíz (1937); Nagy István: Külváros (1938); Vámszer Géza: Szakadát (1940), amelyek már nem csak egy-egy település helytörténetének megírására, hanem a kiválasztott közösség társadalmi szerkezetének, belső viszonyainak feltárására is vállalkoztak; a Korunkban Kovács Katona Jenő (Egy kallódó szilágysági falu. 1937/10; Cigánysor. 1938/12), a Hitelben Bözödi György (A Székelyföld kapujában. 1937/3), Parajdi Incze Lajos: Parajd község és népe (1938/3), Nonn György (Telepes község a határ mentén. 1938/2).
A szociográfia két irányban is termékenyítő hatással volt az 1930-as évek erdélyi magyar irodalmára: Tamási Áron Bajlátott szülőföld címmel 1934-ben megjelent cikksorozatából nőtt ki „írói falurajz”-a, a Szülőföldem (Kolozsvár, 1939), míg Bözödi György, aki először 1935-ben nézett szembe szülőfaluja múltjával (Székely emberek, zsidó istenek. Kolozsvár, 1935), az egész székelység történetét és szabadságjogaiért vívott harcát végigtekintve foglalta könyvbe kora székely társadalmának fájdalmas problémáit (Székely bánja. Kolozsvár, 1938).
Az 1945 utáni romániai magyar irodalmat, egy, a szocialista realizmus körébe tartozó fogalom, a „valóságirodalom” jelszóvá emelése jegyében, a hazai társadalmi valósággal szembenéző szociográfiák helyett az 1960-as évek közepéig a „vívmányriport” uralta: az optimistán derűsnek álmodott jövő felé való haladásnak a korabeli ideológiai elvárások szerinti felmutatása. A fordulat az „írói falurajz” műfajából kiindulva, de a korábbi időszak vívmányriportjait valós tartalommal megtöltve, az 1970-es évek fordulóján jött el. Úttörő és mindmáig meg nem haladott műve Sütő András könyve, az Anyám könnyű álmot ígér (Bukarest, 1970) volt, s ezt követte Horváth Istvántól a Magyarózdi toronyalja (1971), másfelől Beke György riportkönyvei, amelyekben a szemrevételezett közösségek vagy nagyobb tájegységek társadalmi viszonyaira, mozgásaira is figyelt. Így követte egymást a sorozatnyitó Szilágysági hepehupa (Bukarest, 1975) után a Fehér megyei szórványokba, ill. Beszterce-Naszódba, majd Máramarosba és Szatmárba, végül Biharba kalauzoló Nyomjelző rokonság (1978), Búvópatakok (1980), Boltívek teherbírása (1983) és Itt egymásra találnak az emberek (1984), majd a cenzúra tiltása miatt a már Magyarországon kiadott Csángó passió (Budapest, 1988). (Ezek a kötetek 1996-tól Budapesten jelentek meg újra a szerző Barangolások Erdélyben című sorozatában, kiegészítve a Bartók nyomában című, a hatóságnál elveszett és újraírt Temes megyei kötettel, amely sorozatban a szerző helyreállította a cenzúra által megtépázott szövegeket.)
Magyarországon már 1963-tól mutatkozik a szociográfiai irodalom fellendülése, előbb Féja Géza Sarjadása és Kodolányi János Második baranyai utazása, majd az 1970-ben újraindított Magyarország felfedezése sorozat új kötetei (Csák Gyula, Csalog Zsolt, Márkus István); párhuzamosan a lapokban, folyóiratokban egyre több szociográfiai írás látott napvilágot: Bartis Ferenc Mezőpanitról (Korunk, 1973/10), Boldizsár Zeyk Imre Tordaszentlászlóról (Korunk, 1980/8), Herédi Gusztáv Barótról (Korunk, 1973/3), Egri László (Korunk Évkönyv, 1979) és Pillich László (Korunk Évkönyv 1982) a kolozsvári Hóstátról, Kovách Géza a simonyifalvi Újtelepről (Korunk, 1983/12), Sztojka Tamás Kászon népességéről (Korunk, 1980/12), Tófalvi Zoltán a Temesváron meggyökeresedett atyhai közösségről (Korunk Évkönyv, 1982), Vetési László a Szeben megyei Bürkösről (Korunk, 1977/12, Korunk Évkönyv, 1982) hozott feltáró erejű életsorsokat, Nagy Olga egy Maros megyei faluból „szociográfiai jegyzetek”-et (Lányok és asszonyok Udvarfalván. I–II. Korunk, 1975/4, 5). Ide sorolható még például Moldova Györgynek a magyar vasút dolgozóiról készített, Akit a mozdony füstje megcsapott… címmel 1977-ben megjelent emlékezetes riportkönyve.
Ebből a talajból sarjadt ki a két legjelentősebb vállalkozás: a Kriterion Könyvkiadó Változó Valóság címmel elindított „álcázott folyóirat”-sorozata (mindössze két kötete jelenhetett meg: 1978-ban és 1984-ben) és az 1980-as Korunk Évkönyv (Metamorphosis Transsylvaniae. Szerk. Herédi Gusztáv), amelyet a szerkesztőség a városiasodás problémájának szentelt. Ugyanezzel a témával foglalkozott – már a folyamat áldozatainak, a tömbházakba kényszerített kolozsvári hóstátiaknak a szemszögéből – Pillich László Városom évgyűrűi című kötete (Bukarest, 1985).

## A magyar szociográfiai irodalom jeles képviselői
- Cseke Péter
- Féja Géza
- Illyés Gyula
- Reitzer Béla
- Szabó Zoltán
- Tomori Viola
- Veres Péter
- Szabó Pál
- Nagy Lajos
- Zám Tibor